# Мандевилл (Ямайка)
Мандевилл (англ. Mandeville) — город и административный центр округа Манчестер, Ямайка.

## История
Город основан в 1816 году и назван в честь виконта Мандевилла, старшего сына герцога Манчестера, являвшегося на тот момент губернатором Ямайки.
Рост города получил значительный стимул, когда в 1957 году компания Alcan Bauxite Company в совместном предприятии с правительством Ямайки открыла завод Kirkvine, расположенный неподалёку в Уильямсфилде. Компания построила дома в Мандевилле для своих сотрудников, которые были в основном иностранцами. Относительно высокая заработная плата привлекла сюда многих образованных ямайцев. Впоследствии город стал свидетелем притока жителей Ямайки, вернувшихся из-за границы.
Сегодня Мандевилл — крупный коммерческий центр, здесь находится Северо-Карибский университет (бывший Вест-Индский колледж), высшее учебное заведение адвентистов седьмого дня.

## География
Город расположен на высоте 628 м над уровнем моря.

## Интересные факты
В честь города назван астероид (739) Мандевиль, открытый в 1913 году.